# TV Alepe
TV Alepe é uma emissora de televisão brasileira, pertencente à Assembleia Legislativa de Pernambuco. Opera no canal 10.2 (28 UHF digital) e Produz o programa Em Discussão, transmitido pela TV Pernambuco. Durante alguns anos a TV Nova Nordeste transmitiu ao vivo as reuniões plenárias.

## Sinal Digital
No dia 27 de agosto de 2014 entrou em teste o sinal do MUX legislativo no canal 61 UHF. Todos os canais são de qualidade Standart (SD). São eles: TV Câmara (28.1), TV Alepe (28.2) e TV Senado (28.4). As TVs Alepe e Câmara do Recife exibiam apenas colorbars.
Entre os dias 19 e 20 de abril de 2015 são realizados novos testes e em seguida os canais saíram do ar.
Em 09 de junho de 2017, o sinal das emissoras é ligado novamente, agora ocupando o canal 28 (antes era o 61). As TVs Alepe e Câmara do Recife exibem apenas colorbars.
Em 29 de junho foi assinado um acordo de cooperação técnica para garantir que a TV Pernambuco entrasse no ar com sinal digital antes do prazo de desligamento da TV analógica, utilizando o canal 28.2 da TV Alepe. Em 25 de julho de 2017, o sinal do canal 28.2 foi substituído pela TV Pernambuco, afiliada da TV Brasil.
Em 3 de julho de 2019 passa a retransmitir o Canal Futura.
Em 29 de agosto de  2020 passa a transmitir pelo subcanal 10.2